# Liste de poissons endémiques de France
Une espèce biologique est dite endémique d'une zone géographique lorsqu'elle n'existe que dans cette zone à l'état spontané.
Cet article liste les espèces de poissons endémiques de France : départements métropolitains (dont la Corse), départements d'outre-mer (Guadeloupe, Martinique, Guyane et Réunion) et collectivités d'outre-mer à statut proche du statut départemental (Saint-Pierre-et-Miquelon, Mayotte, Saint-Martin et Saint-Barthélemy), mais n'inclut pas les anciens territoires d'outre-mer de Wallis-et-Futuna (collectivité territoriale), de la Polynésie française et de la Nouvelle-Calédonie (pays d'outre-mer) et des îles Éparses, de l'île de Clipperton et des Terres australes et antarctiques françaises (districts d'outre-mer). 
Les espèces éteintes sont prises en considération si elles ont été observées vivantes après 1500.

## Anostomidés
- Anostomus brevior (bassin de l'Oyapock, Guyane)

## Blenniidés
- Mimoblennius lineathorax (Réunion ; décrit en 1999)

## Callionymidés
- Callionymus aagilis (Réunion ; décrit en 1999)

## Characidés
- Hyphessobrycon roseus (bassins du Maroni et de l'Oyapock, Guyane)

## Cichlidés
- Nannacara aureocephalus (Guyane)

## Cottidés
- Cottus duranii (bassins de la Dordogne, du Lot et de la Loire)
- Chabot du Lez (Cottus petiti) (rivière Lez)
- Cottus rondeleti (Hérault)

## Cyprinidés
- Gobio alverniae
- Gobio occitaniae, décrit en 2005.
- Phoxinus septimaniae (Languedoc ; décrit en 2007)

## Gobiidés
- Cotylopus acutipinnis (Réunion)

## Mullidés
- Parupeneus posteli (Réunion)
- Upeneus mascareinsis (Réunion)

## Murénidés
- Channomuraena bauchotae (Réunion ; décrite en 1994)

## Percidés
- Apron (Zingel asper)

## Pomacanthidés
- Apolemichthys guezei (Réunion ; peut-être aussi à Maurice et Madagascar ?)

## Rivulidés
- Rivulus cladophorus (Guyane)
- Rivulus gaucheri (bassin de la Litany, Guyane ; décrit en 2006)
- Rivulus lungi (Guyane ; peut-être forme de Rivulus urophthalmus ?)
- Rivulus xiphidius (Guyane)

## Salmonidés
- Coregonus bezola (lac du Bourget)
- Salmo rhodanensis (bassin du Rhône)